# توماس كومانز
توماس كومانز هو مؤدي وممثل بلجيكي، ولد في 16 سبتمبر 1984 ببلجيكا.

## أعمال

### أفلام
- (2011) بحر تكساس الشمالي[2]

## وصلات خارجية
- توماس كومانز على موقع IMDb (الإنجليزية)
- توماس كومانز على موقع ألو سيني (الفرنسية)
- توماس كومانز على موقع قاعدة بيانات الفيلم (الإنجليزية)